# 본질적 특이점

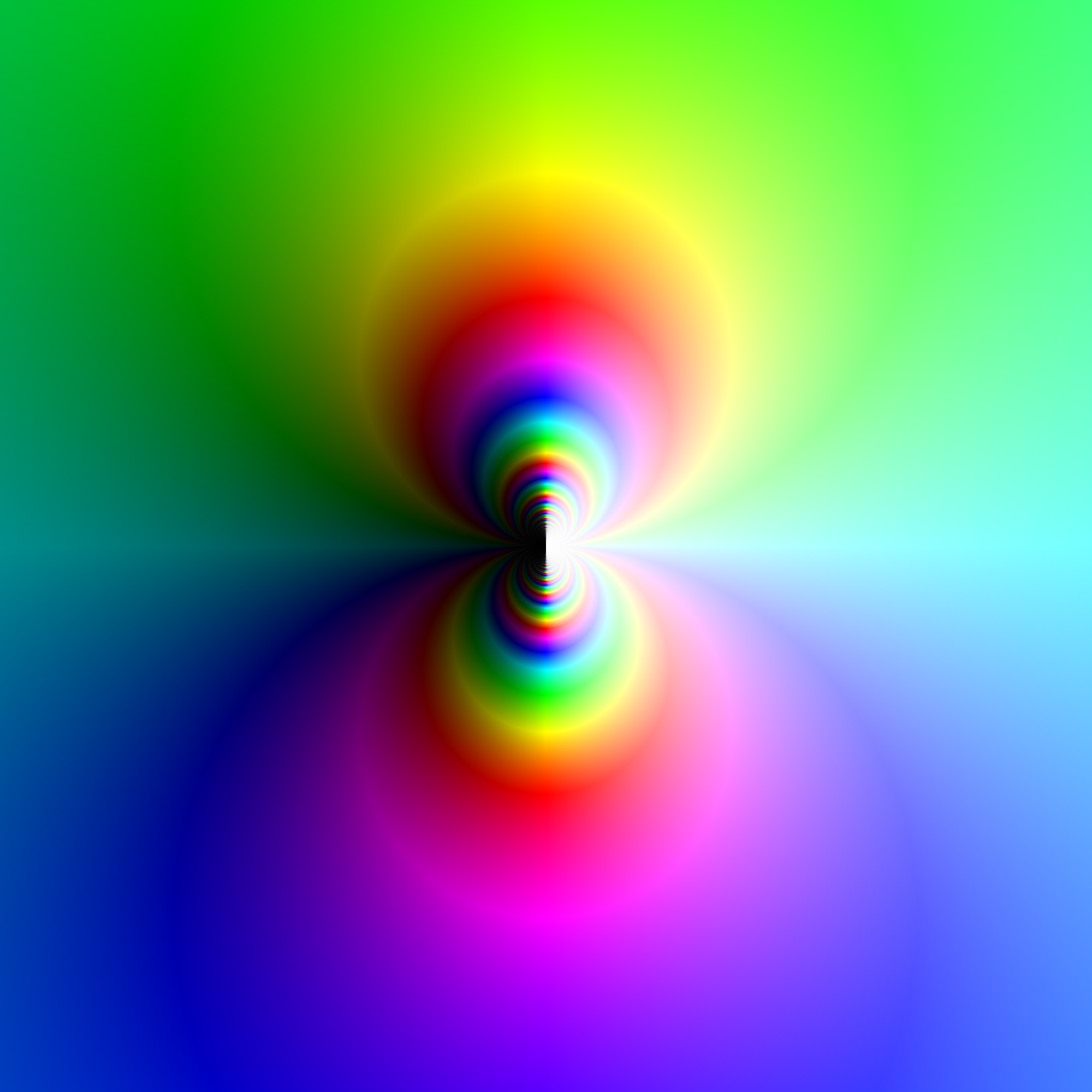
z=0에서 나타나는 본질적 특이점을 중심으로 하는 함수 exp(1/z)의 그래프이다. 색조는 편각을 나타내며 명도는 절댓값을 나타낸다. 이 그림은 서로 다른 방향에서 본질적인 특이점에 접근하는 것이 어떻게 다른 경향이 나타나는지를 보여준다 (어떤 방향에서 접근하든지 균일하게 하얀 극점과는 반대다).

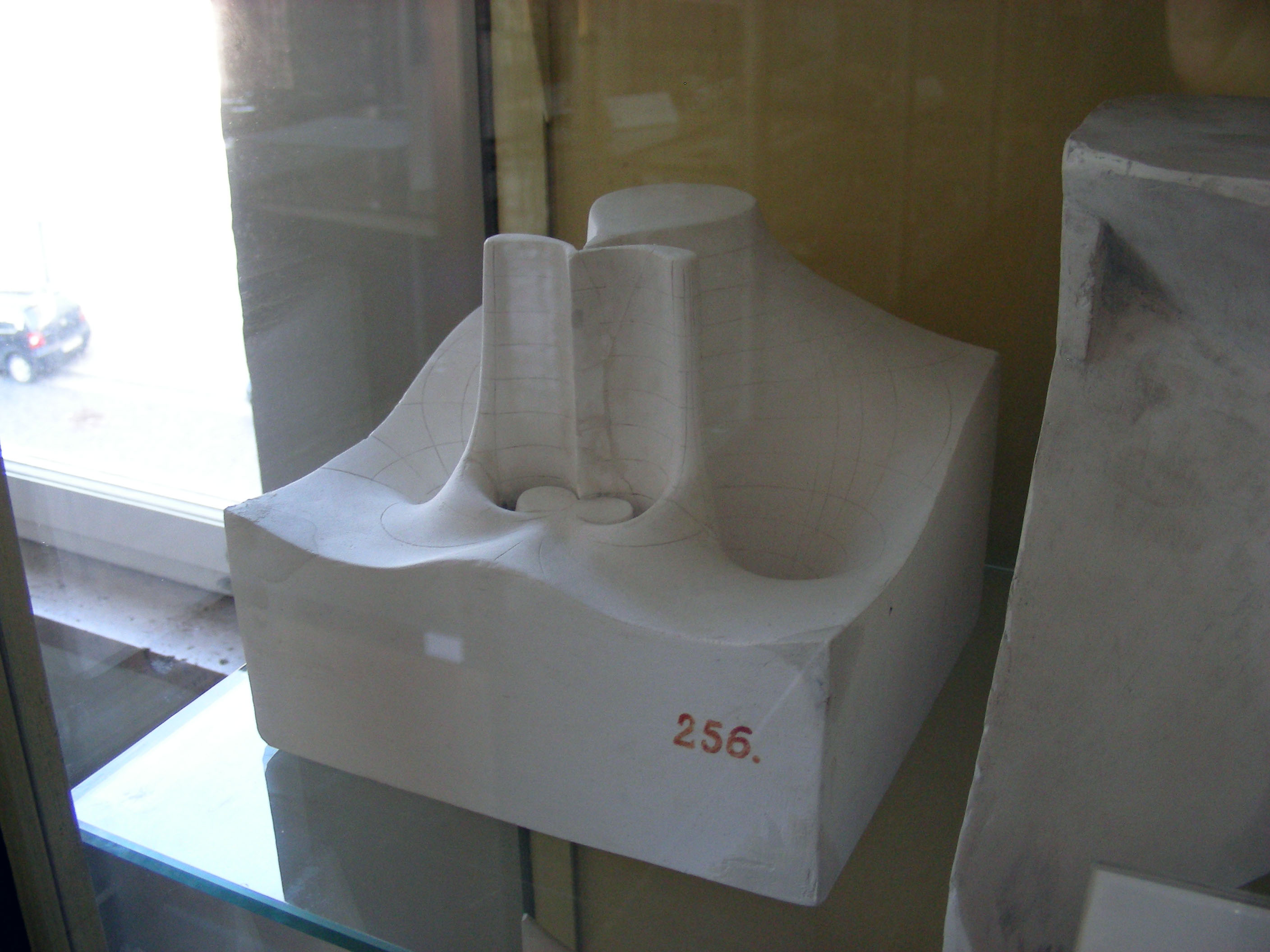
복소 함수 6w=exp(1/(6z))의 본질적 특이점을 나타내는 모형이다

복소해석학에서 함수의 본질적 특이점(영어ːessential singularity)은 함수가 이상하게 움직이는 "심한" 특이점이다.
범주 본질적 특이점은 특별히 다루기 힘든 "나머지" 또는 기본 특이점 그룹이다: 정의에 의해 이것들은 특정 방법으로 처리할 수 있는 두 범주(제거 가능 특이점과 극점)에 해당하지 않는다.

## 공식적인 설명
복소평면 C의 열린 부분집합 U를 생각하자. a 를 U의 원소라고 하고 f를 f : U \ {a} → C인 정칙함수라고 하자. 이 특이점 a가 극점이나 제거 가능 특이점이 아니라면 f 의 본질적 특이점이라고 한다.
예를 들면 함수 f(z) = e1/z는 z = 0에서 본질적 특이점을 가지고 있다.

## 다른 설명
a를 복소수이고 f(z) 가 a에서 정의되어있지 않지만 복소평면의 일부 영역 U에서 해석적이고 a의 열린 근방이 U와 빠짐없이 만난다고 가정하자.
만약
{\displaystyle \lim _{z\to a}f(z)}와   {\displaystyle \lim _{z\to a}{\frac {1}{f(z)}}}가 둘 다 존재하면 a 는 f와 1/f 의 제거 가능 특이점이다.
만약
{\displaystyle \lim _{z\to a}f(z)} {\displaystyle \lim _{z\to a}{\frac {1}{f(z)}}}a는 f 의 근이고1/f의 극점이다.
유사하게
{\displaystyle \lim _{z\to a}f(z)}{\displaystyle \lim _{z\to a}{\frac {1}{f(z)}}}a는 f 의 극점이며 1/f의 근이다.
만약
{\displaystyle \lim _{z\to a}f(z)}{\displaystyle \lim _{z\to a}{\frac {1}{f(z)}}}a는 f와 1/f 모두의 본질적 특이점이다.
본질적 특이점을 특정화 하기 위한 다른 방법으로는 a에서 f의 로랑 급수는 무한히 많은 음의 항을 가진다(즉, 로랑 급수의 주요 부분은 무한 급수이다). 관련 정의는 {\displaystyle f(z)(z-a)^{n}}에서 {\displaystyle z}가 {\displaystyle a} {\displaystyle a}{\displaystyle f(z)}.
본질적 특이점 주변에서의 정칙함수의 움직임은 카소라티-바이어슈트라스 정리와 상당히 강력한 피카르의 정리에 의해 증명된다. 후자는 본질적 특이점 a주변에서 함수 f는 하나를 제외하고 모든 복소수 값을 무한히 많이 가진다는 것을 말한다.